# Chaudhuria ritvae
Chaudhuria ritvae är en fiskart som beskrevs av Ralf Britz 2010. Chaudhuria ritvae ingår i släktet Chaudhuria och familjen Chaudhuriidae. Inga underarter finns listade i Catalogue of Life.